# Oscar Jöback
Klaes Oscar William Martin Nilsson Jöback, ogift Nilsson, född 11 september 1975 i Colombia, är en svensk träningsinstruktör  och författare. 
Oscar Jöback har gett ut flera böcker om träning och motivation. Han bedriver ett eget företag med personlig träning och samtalsterapi. Han är sedan 2010 gift med artisten Peter Jöback.